# Raslay

Raslay este o comună în departamentul Vienne, Franța. În 2009 avea o populație de 114 de locuitori.